# آره (رود)
آره (به آلمانی: Aare) بزرگترین رود سوئیس است در انتها به آبشار راین می‌پیوندد که طول آن از سرچشمه تا پیوندگاه حدود ۲۹۵ کیلومتر (۱۸۳ مایل) است حوزه آبخیز آن ۱۷٬۷۷۹ کیلومتر مربع (۶٬۸۶۵ مایل مربع) است.